# Гиалосцифовые
Гиалосцифовые (лат. Hyaloscyphaceae) — семейство грибов, входящее в порядок Гелоциевые (Helotiales) класса Leotiomycetes.

## Описание
- Плодовые тела — обычно небольшие апотеции плоской или чашевидной формы, мягкие, мясистые, у большинства видов волосисто опушённые. Многие виды окрашены в яркие тона.
- Аски булавовидной или цилиндрической формы, мелкие, с тонкими стенками. Споры небольшие, продолговатой формы, у некоторых представителей септированные.
- Представители семейства — сапротрофы, произрастающие на мёртвой древесине, изредка на гниющих травянистых растениях.

Анаморфы известны лишь у небольшого числа представителей.

## Таксономия

### Роды
- Albotricha Raitv., 1970
- Arachnopeziza Fuckel, 1870
- Asperopilum Spooner, 1987
- Austropezia Spooner, 1987
- Belonidium Mont. & Durieu, 1848 — Белонидиум
- Betulina Velen., 1947
- Brunnipila Baral, 1985
- Bryoglossum Redhead, 1977
- Calycellina Höhn., 1918
- Calycina Nees ex Gray, 1821
- Calyptellopsis Svrcek, 1986
- Chimaeroscypha Raitv., 2004
- Ciliolarina Svrcek, 1977
- Cistella Quél., 1886
- Clavidisculum Kirschst., 1938
- Dasyscyphella Tranzschel, 1899
- Dasyscyphus Nees ex Gray, 1821 — Дазисцифус
- Dematioscypha Svrcek, 1977
- Dimorphotricha Spooner, 1987
- Echinula Graddon, 1977
- Erinella Quél., 1886
- Eriopezia (Sacc.) Rehm, 1892
- Fuscolachnum J.H.Haines, 1989
- Fuscoscypha Svrcek, 1987
- Graddonidiscus Raitv. & R.Galán, 1992
- Hamatocanthoscypha Svrcek, 1977
- Hegermila Raitv., 1995
- Hispidula P.R.Johnst., 2003
- Hyalacrotes (Korf & L.M.Kohn) Raitv., 1991
- Hyalopeziza Fuckel, 1870
- Hyaloscypha Boud., 1885
- Incrucipulum Baral, 1985
- Incrupila Raitv., 1970
- Lachnellula P.Karst., 1884
- Lachnum Retz., 1779
- Lasiobelonium Ellis & Everh., 1897
- Lasiomollisia Raitv. & Vesterh., 2006
- Microscypha Syd. & P.Syd., 1919
- Mollisina Höhn., 1919
- Neodasyscypha Spooner ex Suková & Spooner, 2005
- Olla Velen., 1934
- Otwaya G.W.Beaton, 1978
- Parachnopeziza Korf, 1978
- Perrotia Boud., 1901
- Phaeoscypha Spooner, 1984
- Phialina Höhn., 1926
- Pithyella Boud., 1885
- Polaroscyphus Huhtinen, 1987
- Polydesmia Boud., 1885 — Полидесмия
- Proliferodiscus J.H.Haines & Dumont, 1983
- Protounguicularia Raitv. & R.Galán, 1986 — Протоунгвикулярия
- Psilachnum Höhn., 1926
- Psilocistella Svrcek, 1977
- Pubigera Baral, Gminder & Svrcek, 1995
- Remleria Raitv., 2004
- Rodwayella Spooner, 1986
- Solenopezia Sacc., 1889
- Tapesina Lambotte, 1887
- Trichopeziza Fuckel, 1870
- Trichopezizella Dennis ex Raitv., 1969 — Трихопецицелла
- Unguicularia Höhn., 1905
- Unguiculariella K.S.Thind & R.Sharma, 1990
- Unguiculella Höhn., 1906
- Urceolella Boud., 1885
- Venturiocistella Raitv., 1978